# Imagerie populaire

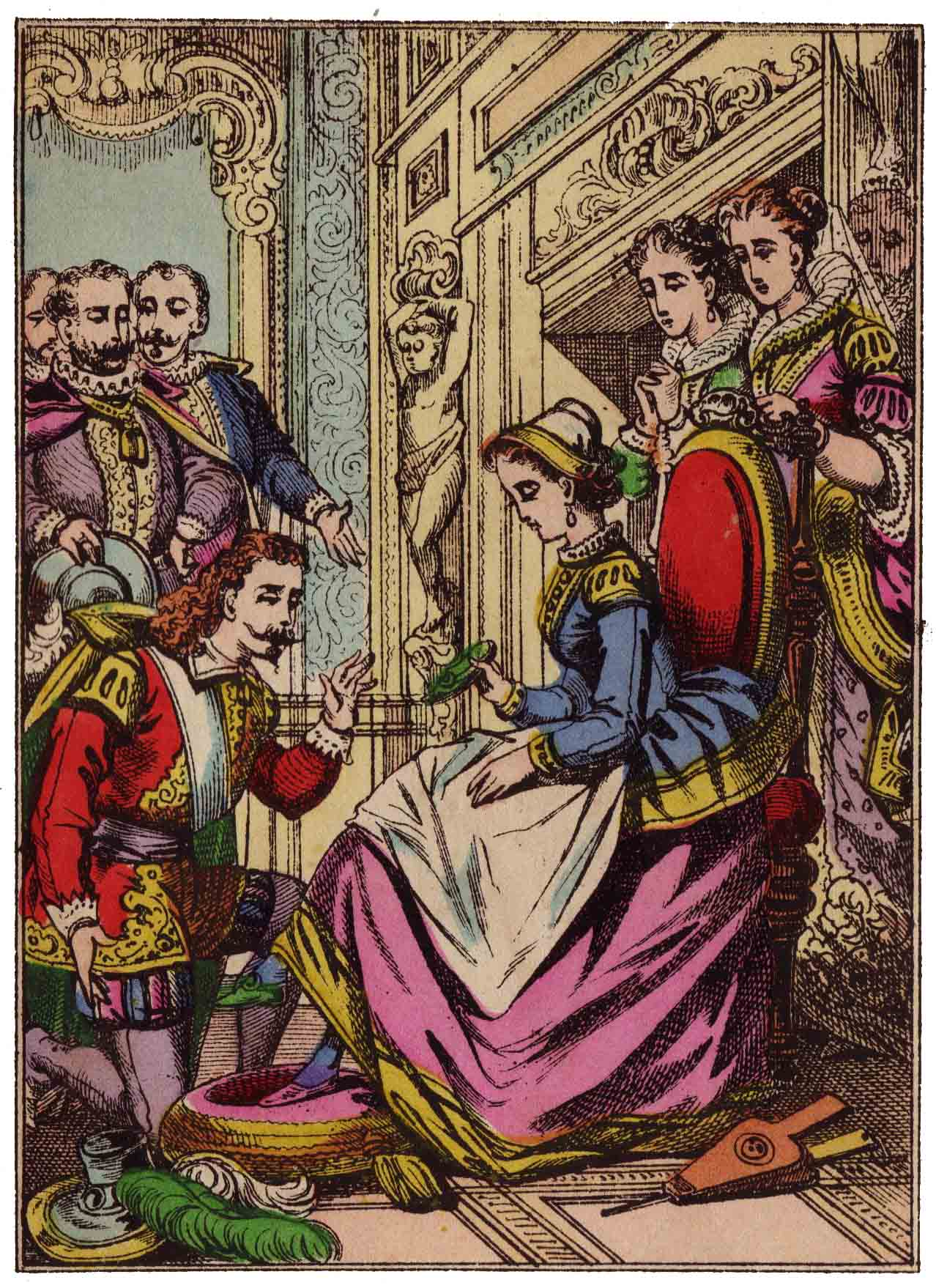
Cendrillon, image d'Épinal

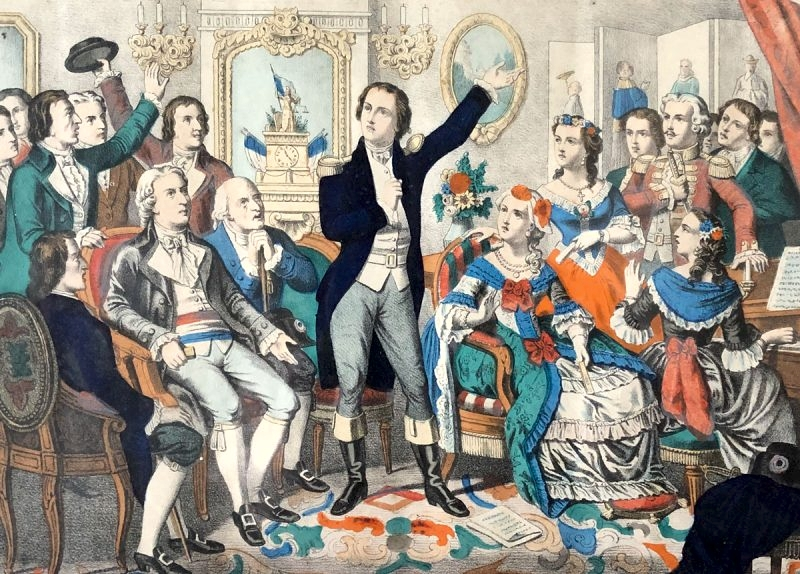
Rouget de Lisle chantant La Marseillaise, lithographie de Wentzel

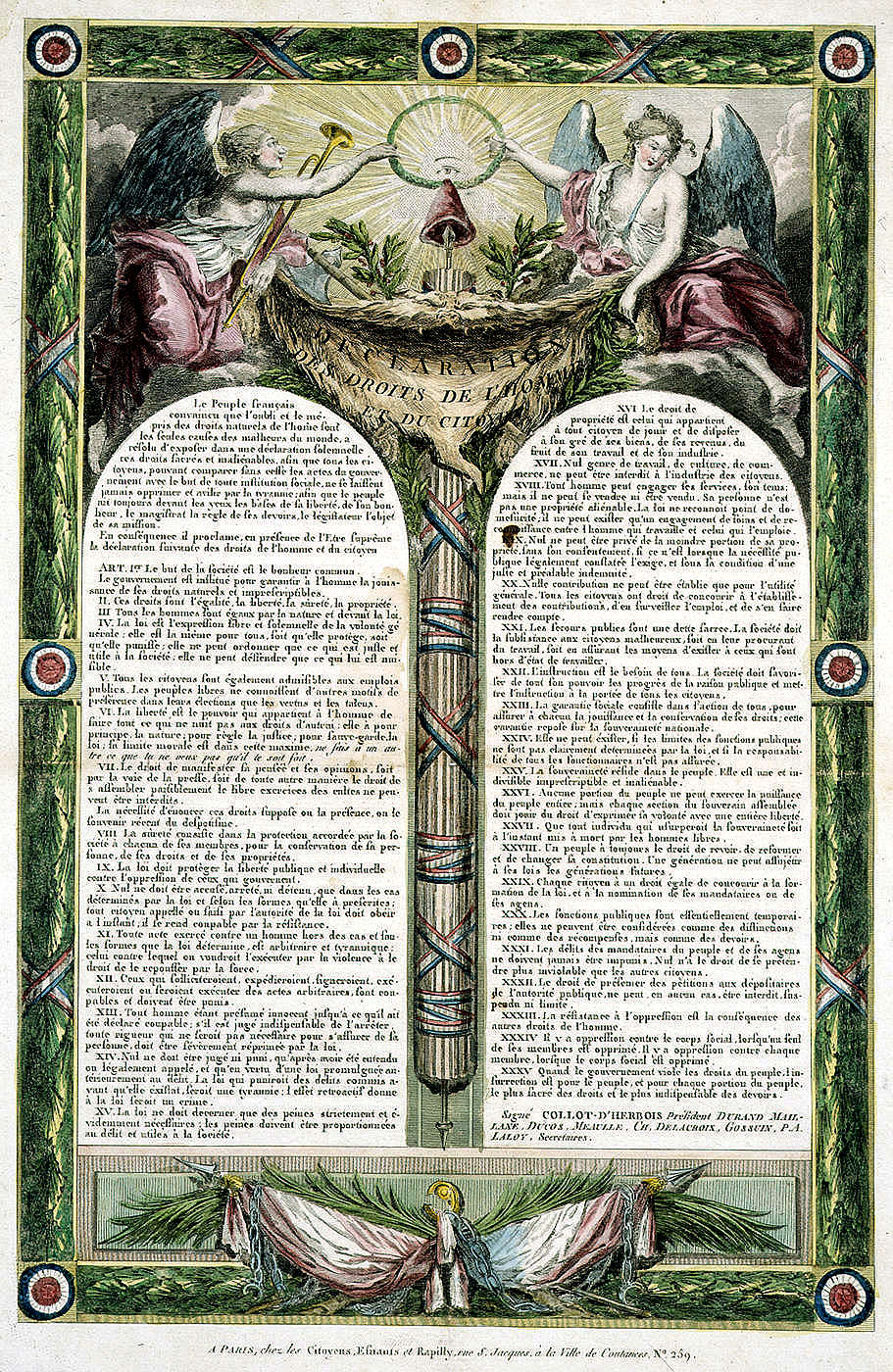
Déclaration des droits de l'homme, gravure sur cuivre, Paris, 1793

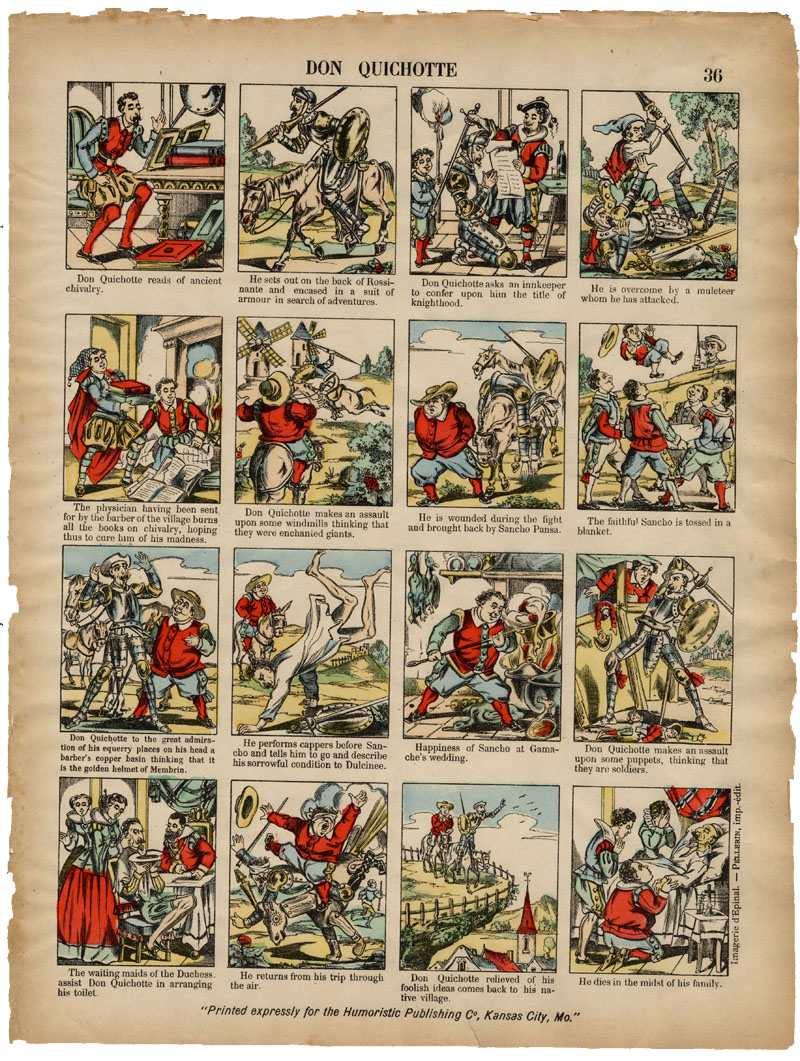
Don Quichotte, image d'Épinal

L'imagerie populaire est l'ensemble des productions d'images destinées à être vendues à un prix très modique aux populations tant rurales qu'urbaines, au cours des siècles passés, à des fins diverses : religieuses, éducatives, divertissantes, décoratives. Il s'agit de la première méthode de communication de masse par l'image. La première forme a été celle des estampes produites pour être vendues sur les marchés, dans les boutiques et par des colporteurs.
L'imagerie populaire recouvre un grand nombre de domaines. Le terme d'image concerne ici le sens « matériel » de reproduction imprimée d'un dessin ou, plus tard, d'une photographie.

## L'image

### Structure-type d'une image
Longtemps destinée à des populations ne sachant pas lire, la partie vive de l'image populaire est le dessin qui en occupe le centre, voire la totalité dans les formes les plus anciennes. Cette image est habituellement agrémentée de quelques couleurs appliquées au pochoir dans les premiers siècles. Cette image proprement dite est complétée par certains éléments textuels, comme :
- un titre ;
- un ou plusieurs textes brefs « en chapeau », latéraux ou sous-jacent[2] ;
- des informations sur l'origine : imprimeur ou fabricant, adresse, mention de dépôt légal.

Le format de l'image dépend des techniques disponibles, des besoins de l'éditeurs, éventuellement d'effets de mode. Sous l'Ancien Régime, les formats courants en France étaient le petit Jésus (28 × 38 cm) ; le Pot (21 × 40) ; le Tellière (34 × 44) ; le petit Raisin (49 × 64) ; le grand Raisin (51 × 66).

### Techniques de fabrication
Les premières images imprimées l'ont été par xylographie, le seul procédé d'impression disponible alors et qui sera longtemps employé après que l'impression typographique aura pris le relais pour le texte (voir les débuts de l'estampe populaire, puis les illustrations de la Bibliothèque bleue dès le XVIIe siècle). C'est le mode de fabrication privilégié jusqu'au milieu du XIXe siècle, puis le cliché, moulage en plomb du bois gravé, les images d'Épinal exploitant la lithographie à partir de 1820. 
L'association de la xylographie et de la destination populaire de l'imprimé tend à faire assimiler avant le XXe siècle à une image populaire toute feuille unique produite par ce procédé, mais à y regarder de plus près, il existe plusieurs contre-exemples, comme la carte à jouer qui n'était pas destinée exclusivement aux éléments les plus humbles de la société.
Une fois le bois d'impression gravé, par le cartier-imagier ou plus souvent par un des ouvriers en ayant la capacité, l'impression pouvait se faire à l'aide d'une presse, mais aussi par simple application manuelle du frotton, forçant en quelques coups le rapide encrage de la feuille seulement posée sur le bois une fois humidifiée. L'image était ensuite mise à sécher sur une corde tendue dans l'atelier ou pièce attenante, avant que les couleurs en petit nombre soient appliquées à l'aide de patron ou pochoir.
La gravure sur cuivre — taille douce — s'est développée au cours du XVIIIe siècle, puis l'emploi de la lithographie.
La gravure sur bois — cormier ou poirier — conserva longtemps plusieurs avantages sur la taille-douce, tout particulièrement en termes quantitatifs : le cuivre ne pouvait aisément aller au-delà de deux à trois mille tirages quand le bois supportait ordinairement quelques dizaines de milliers, au besoin en regravant aisément la planche en fonction de l'usure ou de besoins de retouches graphiques.
Sans qualification particulière, le travail des ouvriers était peu rémunéré, leur journée fort longue : 12 sous pour l'impression des cinq cents feuilles d'une rame ; 9 sous pour appliquer une couleur, etc., sous l'Ancien Régime. Au milieu du siècle suivant, le revenu mensuel a été estimé plus précisément en 1868 à une cinquantaine de francs, donc équivalent à la rémunération moyenne d'un fonctionnaire soit 58 francs.

### Imprimés présentant des traits de l'image populaire
En partie en raison du procédé de fabrication unique dans les premiers siècles, plusieurs imprimés présentent à ces époques des similitudes avec les images populaires, au point d'en autoriser parfois l'assimilation, dans le cadre plus général des impressions populaires, sans qu'ils en soient vraiment en raison d'une différence essentielle ou d'une autre :
- les illustrations des ouvrages savants : non populaire par essence ;
- les en-têtes et vignettes : aux finalités bien différentes ;
- les cartes à jouer : produites en nombre, elles ne sont pourtant pas destinées à être avant tout accessibles aux pauvres ;
- les images de confrérie : public limité ;
- les almanachs en feuille unique (émanant pour la France de la rue Saint-Jacques à Paris) : place de l'image restreinte ;
- les canards (feuille d'actualité non périodique) : encore différent de l'image populaire en raison de son sujet spécifique, un fait divers, et par le volume du texte qui réserve sa production à un imprimeur[7] ;
- les placards mortuaires affichés, entre autres, aux portes des églises[8].

Proximité des cartes et des images en France
Produites avec les mêmes procédés, souvent par les mêmes personnes, cartes à jouer et images différaient pourtant en France par plusieurs aspects, au-delà de leur format et usage différents :
- les cartes sont taxées alors que le seul impôt affectant l'image relève des droits d'octroi sur le papier (leur exportation étant également taxée) ;
- les cartes et leur usage sont mal considérés par le pouvoir, les élites, et à ce titre elles sont l'objet d'une notable législation. Ce n'est qu'au cours du XIXe siècle que les images jusque-là seulement surveillées du point de vue de la bienséance seront soumises à une autorisation préalable dans le cadre du contrôle général de ce qui s'imprime et s'exprime. À la même époque, l'obligation faite aux colporteurs de posséder un livret de colportage (entre 1816 et 1877 en Bretagne) permet un contrôle efficace de ce qui se diffuse[10]. Les images devaient être l'objet d'un dépôt légal via la préfecture[11].
- techniquement les cartes étaient constituées de plusieurs couches de papier (carton).

À mesure que l'image se complète d'un texte de plus en plus important, elle perd sa proximité avec la carte à jouer pour se rattacher à la typographie et au métier d'imprimeur. Très tôt, en proportion du développement du texte en longueur et en nombre de liseurs potentiels, cette partie de l'image dut obligatoirement être imprimée par sous-traitance d'un imprimeur-typographe.

### Datation des images
La datation d'une image populaire peut se faire à différents plans :
- la période d'activité de la fabrique et autres informations présentes comme l'adresse en bas de l'image ;
- l'impression : la technique (le « bois » éventuellement, planche unique ou emplois de pièces de rapport sous l'Ancien Régime exclusivement) ; le papier, vergé jusqu'en 1840 ou cellulosique, son éventuel filigrane[13] ;
- l'iconographie et le style selon l'histoire de l'art, la place du texte, toujours présent au XIXe siècle en France.

### Identification des éditeurs d'images en France

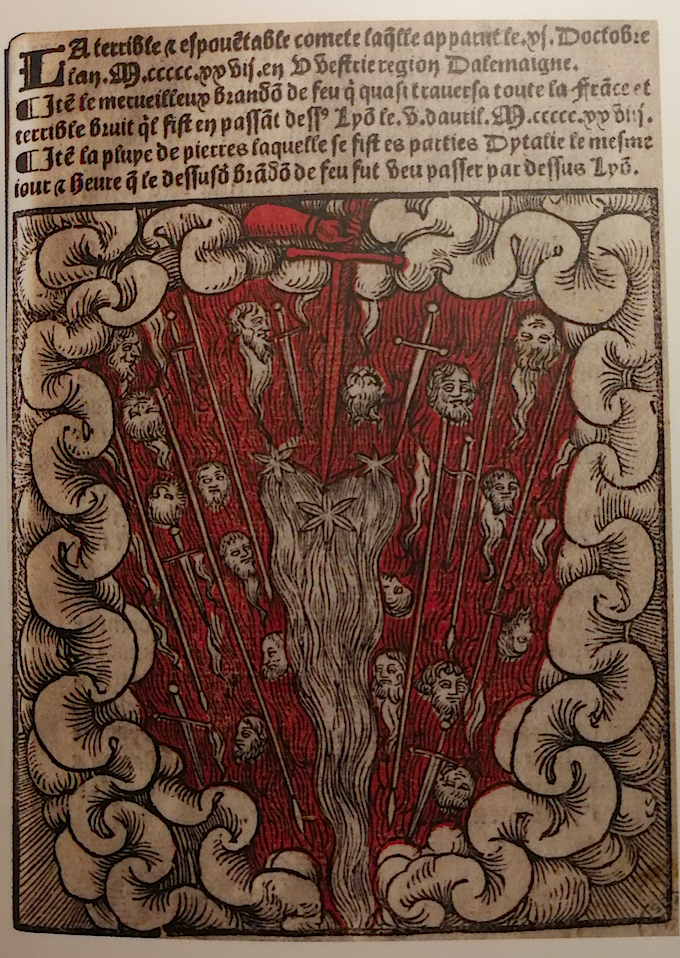
La Terrible et Espouventable Comete, pièce gothique (dite aussi « feuille volante ») imprimée à Paris en 1528. Servant à colporter l'actualité, elles sont l'ancêtre de la presse d'information.

Sous l'Ancien Régime, les images, comme les cartes à jouer et bien d'autres produits, étaient vendues par un grand nombre de petits commerçants pourvu qu'il y ait une demande au moins locale. Il est donc difficile de déduire l'importance de la création et diffusion des images à l'existence des seuls professionnels se déclarant sous un nom ou un autre comme marchand d'images. L'attention de l'historien se concentre alors, parmi ceux-ci, sur les seuls producteurs d'images, ceux qui sont la source même du média et peuvent l'instruire sur son importance. Seulement, pour les mêmes motifs liés aux sources historiques, leur identification est aussi malaisée que celle des diffuseurs en général.
D'une manière générale, le terme employé dans les documents pour désigner peut-être le métier d'« imprimeur d'images » est lourdement chargé d'ambiguïté. Cela commence dès les toutes premières occurrences du mot imagier : en effet, ymagier, même faiseur d'images désignait avant tout pendant deux ou trois siècles précisément un « faiseur d'images en terre », c'est-à-dire un sculpteur produisant et vendant des figurines en terre, des statuettes. À cette famille d'artisans, appartiennent également ceux simplement appelés « mouleurs » (mouleur en plâtre également), alors que les bois d'impression sont aussi appelés moules, notamment les « moules à cartes ». De plus quand cette profonde incertitude sur la nature même des métiers évoqués dans les documents commença à se dissiper par l'apparition et expansion du terme cartier, voire de celui de cartonnier, cette fois relevant indubitablement de la papeterie, l'association toujours imprécise et instable des mots cartier et imagier - ou leur usage synonyme - maintient durablement l'embarras initial au même degré. Toutefois, entretemps, les sources s'étant différenciées et développées, des essais de clarification sont devenus possibles ainsi que des hypothèses d'isolement individu par individu des producteurs par rapport à ceux qui auraient été uniquement commerçants. Si bien que d'une province à l'autre, l'histoire diffère tant au niveau terminologique qu'au niveau de la réalité, notamment concernant l'importance parmi ceux qui sont désignés comme cartiers des imagiers, qu'ils soient producteurs ou vendeurs.
Brouillant encore la vision du domaine, outre le mot enlumineur, le terme dominoterie et sa famille lexicale ajoutent leur imprécision jusqu'au milieu du XIXe siècle, par exemple fabricant de dominoterie ou imagier-dominotier ; ce dernier usité tant au XVIIe siècle que par exemple dans le décret du 5 février 1810.
Une fois opérée la distinction des producteurs-vendeurs de cartes à jouer de ceux qui en complément ou accessoirement seraient plus spécialement des éditeurs d'images, subsiste, comme pour la plupart des corporations, la difficulté d'identification des ouvriers en opposition aux maîtres, qualifiés, responsables et gérant un atelier. Enfin, dernier souci de clarification des rôles, l'auteur (ou reproducteur) des images, donc le graveur, n'était pas nécessairement le maître, l'éditeur, bien au contraire.

## Histoire

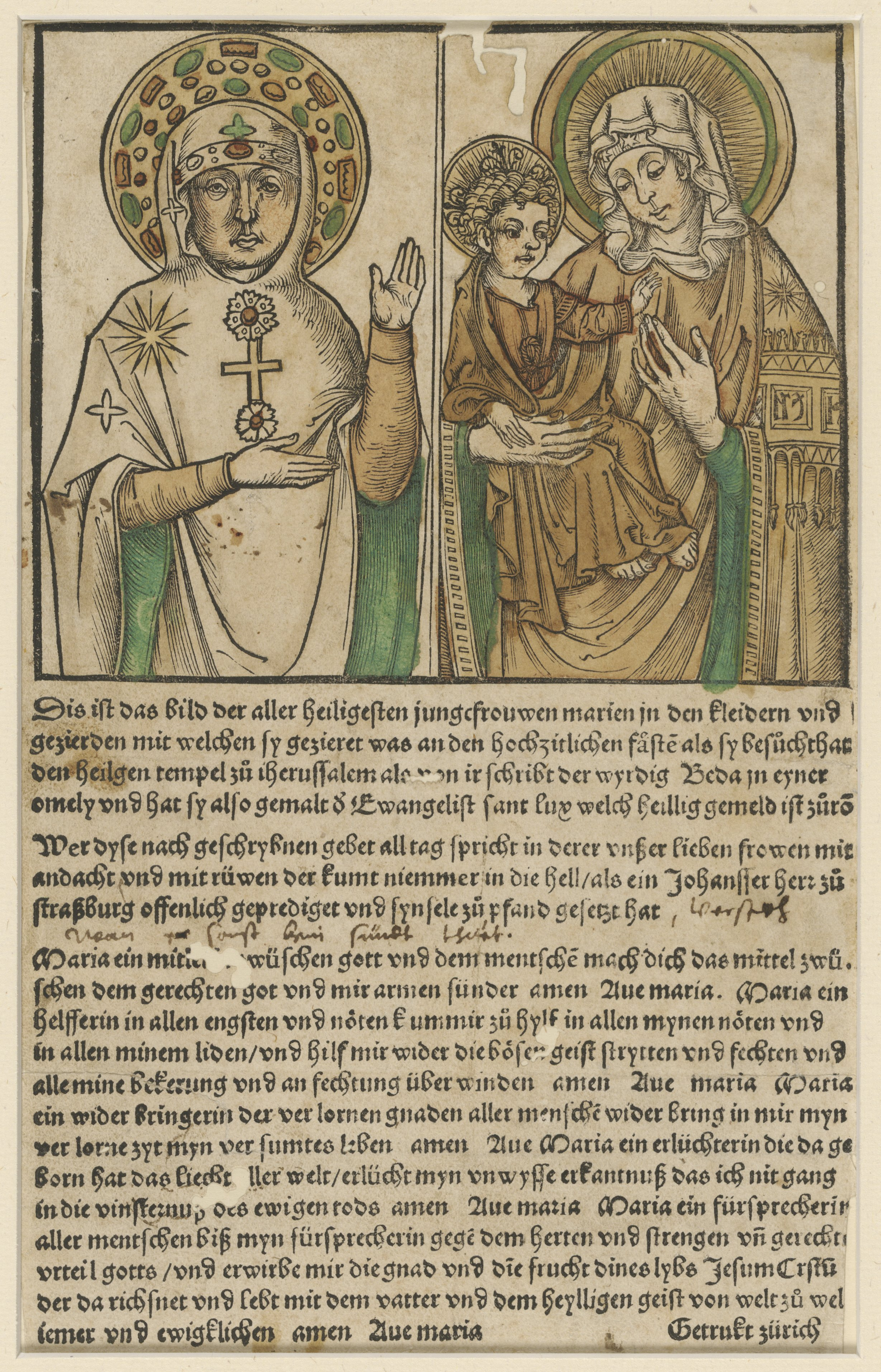
Double image, la Vierge et la Vierge à l'Enfant, suivie d'un texte composé. Une seule face de la feuille imprimée, couleurs rehaussées au pinceau (1503, Zurich).

L'imagerie populaire se développe au moment de l'invention de l'imprimerie, certains chercheurs estiment vers 1420, d'autre après 1450, la date des premières impressions : quoi qu'il en soit, le premier pic de production reste les années 1470 et culmine au siècle suivant. On conserve actuellement près de 3 400 impressions de ce type. 
On reproduit des images par xylographie, gravure sur bois en taille d'épargne, qui permet d'obtenir plusieurs exemplaires d'une même image par estampage. Les premières productions populaires prennent deux formes : le cahier, livret ou fascicule d'un maximum de cinquante pages, illustré par au minimum une gravure sur bois, et la feuille volante (en allemand : Flugschrift), imprimée sur une face, et comportant une image et quelques lignes de texte. Ces supports, appelés xylographica sont faits pour être lu en groupe : la personne qui sait lire en fait la lecture aux autres, l'image venant ici en renfort.
Il est possible que de nombreuses images étaient imprimées à l'origine sur du tissu par impression au bloc de bois. Le bois Protat (milieu du XVe), est un bois gravé destiné probablement à imprimer un tissu de soie : la xylographie a d'abord servi à imprimer les tissus, avant d'imprimer sur le papier. 
La majorité des images sont alors religieuses et jouent un rôle de support à la dévotion envers la Vierge ou les saints, en même temps qu'un rôle de protection. La fragilité du papier, qui se détériore vite, et le prix très modéré des images, vendues par des colporteurs, en assurent le renouvellement rapide. On voit aussi apparaître des images qui témoignent du même besoin de s'assurer des protections contre tous les événements fâcheux : horoscopes, talismans, formules plus ou moins magiques. Les jeux de cartes, jeu de l'oie créés par les dominotiers font intervenir de nouvelles images.
D'abord monochromes, les images acquièrent des couleurs avec le principe du pochoir. Leur qualité croît régulièrement avec les progrès techniques de l'imprimerie. La typographie domine ainsi du XVe au XVIIIe siècle et reste prédominante jusqu'au XXe siècle, avant l'apparition de nouvelles techniques d'estampe : la gravure sur cuivre, burin et eau-forte, et surtout la lithographie, apparue à la fin du XVIIIe siècle, qui se développe rapidement pour aboutir à la chromolithographie, forme industrielle de la lithographie qui permet à moindre coût des effets séduisants en grands tirages, ce qui donne ensuite le chromo longtemps décrié et méprisé au XXe siècle pour son côté trop « populaire ». De grandes entreprises se créent, dont la plus célèbre est l'imagerie d'Épinal, qui fournit des planches d'images de tous ordres destinées de plus en plus aux enfants, avec des visées éducatives et didactiques. Pour les adultes, on produit aussi bien des images édifiantes que des satires politiques et des grivoiseries. De nombreux sujets sont destinés aux commerçants, qui peuvent afficher plaisamment qu'ils ne font pas crédit. 
En France, l'imagerie est active dans plusieurs centres : à Rouen, les imagiers, sous la corporation des cartiers-dominotiers-feuilletiers, dont les statuts remontent à 1540, probablement en lien avec l'industrie textile et l'impression des tissus, sont nombreux jusqu'au XVIIIe siècle ; à Alençon, l'imagier Godard ; dans le val de Loire, Leloup au Mans ; Letourmy à Orléans ; à Chartres, la maison Garnier-Allabre, qui cesse ses activités en 1828 devant la concurrence des nouvelles techniques, la lithographie, le papier industriel. Les centres de l'imagerie se déplacent alors vers l'est, la Lorraine et l'Alsace deviennent les grands centres de l'imagerie populaire, à Épinal, à Metz, à Nancy, à Wissembourg...
À Paris, s’ils n’atteignent pas l’originalité des grandes productions de Chartres, d’Orléans ou d’Épinal, les imagiers sont très actifs et dès le XVIe siècle les « tailleurs d’images » sur bois de la rue Montorgueil se signalent par leur production, suivis par les taille-douciers en couleurs de la Sorbonne tels Bonnart, Arnoult ou Guérard, puis les lithographes comme Bulla ou Turgis, tandis qu’au milieu du XIXe siècle Glémarec perpétue la gravure sur bois.
Tout au long de l'évolution, l'image populaire, d'abord muette, s'adjoint davantage de texte, à mesure que les populations s'alphabétisent. L'usage de l'image devient institutionnel dans les pratiques religieuses (images de communion chez les catholiques, mizrah pour les intérieurs juifs d'Alsace, etc). 
Dans la deuxième moitié du XIXe siècle l'imagerie populaire recula, de plus en plus concurrencée  par la parution et la diffusion des quotidiens, magazines, almanachs illustrés... L'invention de la photogravure permet l'invention de la carte postale illustrée un peu après 1900. Les timbres postaux et les billets de banque, en général issus de gravures, tirés à des millions d'exemplaires, se répandent partout et sont les véhicules d'un imagerie officielle, entre populaire et populiste.
Le Régime de Vichy s'en servira comme d'un outil de propagande, dans le cadre d'une politique culturelle appelée la « Révolution nationale », prônant la réhabilitation officielle du folklore et des arts populaires. L'imagerie devint dès lors un art de propagande au service des valeurs corporatistes, régionalistes et morales de l'État Français. 
À partir du XXe siècle, l'imagerie populaire se dilue de plus en plus dans les publications de presse, la publicité (les images à collectionner offertes par une marque de chocolat, un épicier, un vendeur d'essence, etc.), voire le cinéma et la télévision : on n'achète plus d'images en nombre restreint, on les reçoit chez soi en abondance par tous les médias.
Le terme d'« imagerie populaire », dans un contexte actuel, peut prendre une valeur d'ordre théorique ou symbolique : il ne s'agit plus d'images imprimées sur du papier, mais des « images mentales » qui appartiennent à la conscience collective, autrement dit, de clichés ou de stéréotypes, deux termes dont le sens premier, à peu près similaire, désignait un objet matériel, le bloc en relief destiné à imprimer en typographie un dessin, avant de prendre un sens abstrait, sociologique ou psychologique.

## Imagerie religieuse

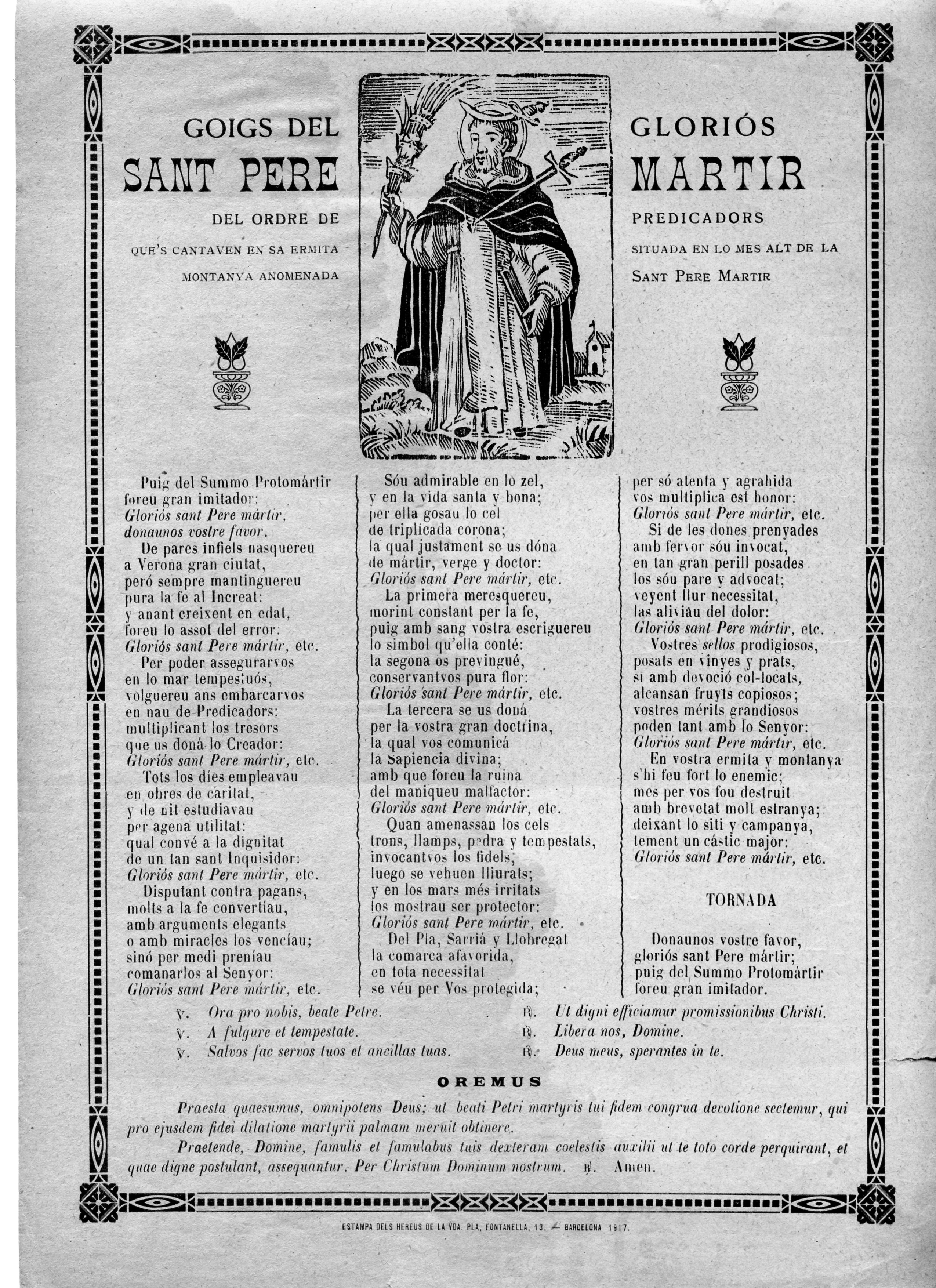
Goigs de saint Pierre martyr, 1917

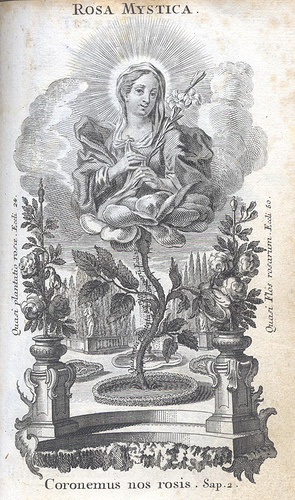
Vierge Marie, « Rose mystique », image pieuse, XIXe siècle.

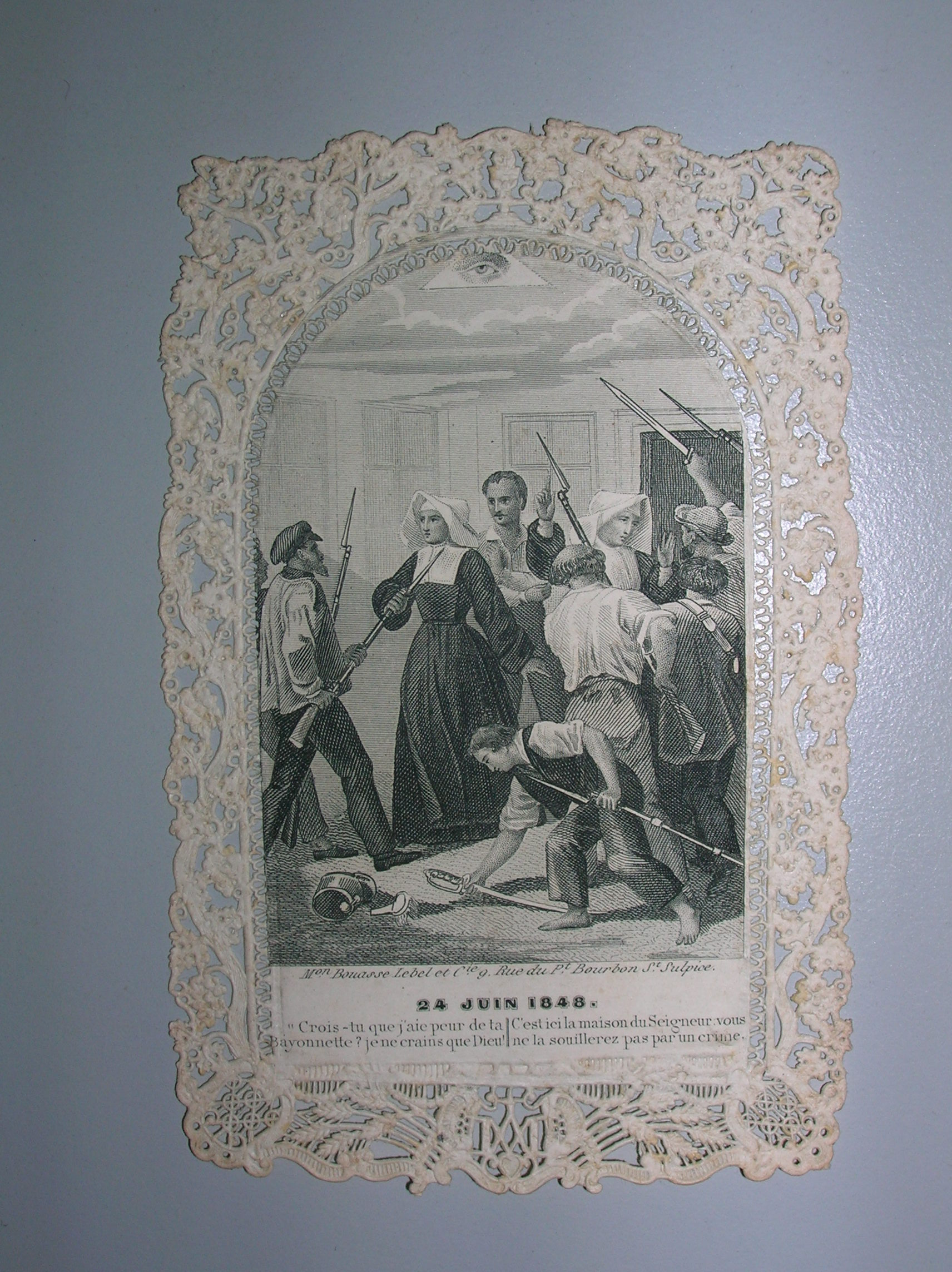
24 juin 1848, image pieuse de la maison Bouasse : burin, carte avec gaufrage et découpes.

Les débuts de l'imagerie populaire, même si les témoignages sont rares, sont très probablement à rechercher dans les thèmes religieux : le bois Protat, plus ancien exemplaire de gravure sur bois occidentale, même s'il n'est pas à l'origine d'une « image » sur papier au sens où on l'entend généralement, comporte deux thèmes religieux. L'image des saints ou de la Vierge sert de support aux prières et joue un rôle d'intercesseur et de talisman dans la vie quotidienne et dans la maison, au même titre que les objets tels que bénitiers, crucifix, lauriers bénits, etc.
En Catalogne, les goigs (« joies ») représentent d'abord les « sept joies de la Vierge », d'où leur nom, toujours au pluriel. Les premiers apparaissent vers le XVIe siècle. Puis le terme s'applique à toutes les images de saints portant le texte d'une prière ou d'un chant en son honneur. Appelés gozos en Aragon, ils se répandent dans toute l'Espagne mais demeurent une spécificité catalane, largement diffusée par les marchands de literatura de fil y canya (littérature de fil et de roseau : les œuvres étaient présentées, attachées à un fil par des sortes de « pinces à linge » en roseau).

### Images de la religion catholique
Les sujets des images catholiques se répartissent entre de nombreuses catégories :
- Thèmes de l'Ancien Testament comme la « Création du monde » ;
- Thèmes du Nouveau Testament avec notamment le « Christ en croix », le « Baptême du Christ », les « Ecce homo » ;
- Représentation de la Vierge avec une grande variété de formes locales : les lieux de culte les plus populaires au titre de pardon ou de but de pèlerinage sont à l'origine d'une image populaire[21]. Pour une identique ferveur locale, les saints locaux donnent lieu à de nombreuses images, par exemple sainte-Anne-d'Auray et saint Yves pour les images bretonnes.
- Les images dites dévotionnelles comme le Jugement dernier, le Saint Sacrement, le Sacré-Cœur de Jésus et de Marie ;
- Les images des saints dans leur grande variété de types :
  - Les saints bibliques comme les apôtres saint Pierre et saint Jacques ou côté féminin sainte Véronique et Marie Madeleine ;
  - Les saints martyrs du début de l'ère chrétienne : 
    - pour les hommes saint Alexis, saint Georges, saint Eustache... ;
    - pour les femmes sainte Julie, sainte Rosalie, sainte Philomène, sainte Catherine, sainte Suzanne[22]... ;

  - Les saints évêques tel que saint Hilaire, saint Honoré, saint Éloi, saint Hubert, saint Martin... ;
  - Les saints fondateurs comme saint Vincent de Paul ;
  - Les saints légendaires avec saint Julien l'Hospitalier, saint Nicodème, Saint René... ;
  - Les saints protecteurs avec saint Nicolas pour les enfants, saint Georges pour les dartres, ces saints étant plus ou moins populaires selon les régions comme saint Cornély et saint Mathurin en Bretagne, ce dernier invoqué pour son pouvoir de chasser le démon et ses manifestations telles que la folie, sainte Germaine de Pibrac en Gascogne et Languedoc (au point qu'on appelait sengermés — de sainte Germaine — les colporteurs d'images ;
  - Les saints patrons, voisins des saints protecteurs, sont populaires à en juger leur présence dans l'imagerie même si ce patronage n'est que rarement souligné dans les images.

### «Images pieuses»
Au XIXe siècle se répandent les petites images que l'on peut insérer dans un livre, un missel, éventuellement comme marque-page. L'habitude se développe d'offrir des images en marge des cérémonies religieuses, en tant que souvenirs : baptême, communion, confirmation, etc. Avant le jour de la cérémonie, la famille achète un nombre suffisant d'images différentes pour permettre le choix aux invités et les images sont personnalisées avec un texte manuscrit ou imprimé rappelant l'identité, la nature de la cérémonie (sacrement), la date et lieu.
Pour diversifier les images proposées à la clientèle, les images rectangulaires ont été complétées par des images découpées selon une autre forme, par exemple en ogive évoquant les vitraux de certaines églises, ou pourvues d'un jour découpé selon un contour du sujet imprimé (le contour d'un vitrail encore) ; d'autres, de la famille dite des canivets, sont pourvues sur tout ou partie de leurs marges d'une délicate découpe imitant la dentelle. Il s'agit là d'une activité en soi, le découpage manuel au canif, qui sera ensuite réalisé industriellement.
Les thématiques de l'image pieuse sont innombrables : représentation de la Vierge, du Christ, épisodes de la Bible, cérémonies religieuses, déroulement de la messe, anges, symboles religieux, saints et saintes…

## Imagerie de divertissement
Des thèmes se créent, que l'on retrouve régulièrement avec d'infinies variations, illustrés de manière plaisante. On peut citer :
- les âges de la vie, où un homme (ou une femme) est représenté à différentes époques de sa vie, de l'enfance à la vieillesse, sur un escalier montant puis descendant, s'inscrit dans la tradition des Ars moriendi.
- le monde inversé : série d'images présentant des situations où les rôles s'inversent. L'homme fait les tâches ménagères, la femme lit le journal et boit au cabaret ; les animaux deviennent chasseurs, l'homme devient gibier ; le chien est assis dans un fauteuil, l'homme couché par terre, etc., s'inscrit dans la tradition des fabliaux.
- Le pays de Cocagne, description imagée d'un pays fait de victuailles de tous genres.
- À l'occasion de festivités, on publie des sortes de comptes rendus en images, montrant sur plusieurs bandes horizontales un défilé, une procession, une succession de voitures ou de chars ornés. Des numéros renvoient à une légende explicative. Que les images soient découpées régulièrement, avec un texte plus ou moins versifié sous chacune, et on a une auca (« oie », ainsi appelée en référence au jeu de l'oie), spécialité de la Catalogne, qui existe aussi en Espagne sous le nom d’aleluya.

## Imagerie pour enfants
Comme pour la littérature en général, l'imagerie spécifiquement destinée aux enfants apparaît progressivement à la fin du XVIIIe siècle, avec un souci plus ou moins affirmé de pédagogie.
Mais les images destinées aux enfants sont aussi variées que celles s'adressant à un public général, avec des frontières peu précises entre les deux. Elles comprennent des récits : contes, fables, selon le principe de la bande dessinée telle qu'elle s'est présentée longtemps en France, c'est-à-dire avec le texte sous l'image. 
Ce peut être aussi des récits historiques et édifiants.
Les images à découper représentent aussi une production importante : poupées à habiller avec différents vêtements, pantins articulés représentant souvent les personnages de la Commedia dell'arte.
On trouve aussi des planches d'images à énigmes, dans lesquelles il faut trouver un personnage, un animal ou un objet caché. Des têtes de personnages qui, retournées, montrent une tête différente.
Avec la révolution industrielle, l'image fait son apparition comme prescripteur d'achats, via l'enfant : ainsi les images à collectionner que l'on trouve dans les tablettes de chocolat : toutes les marques ont leur collection.

## Imagerie non imprimée

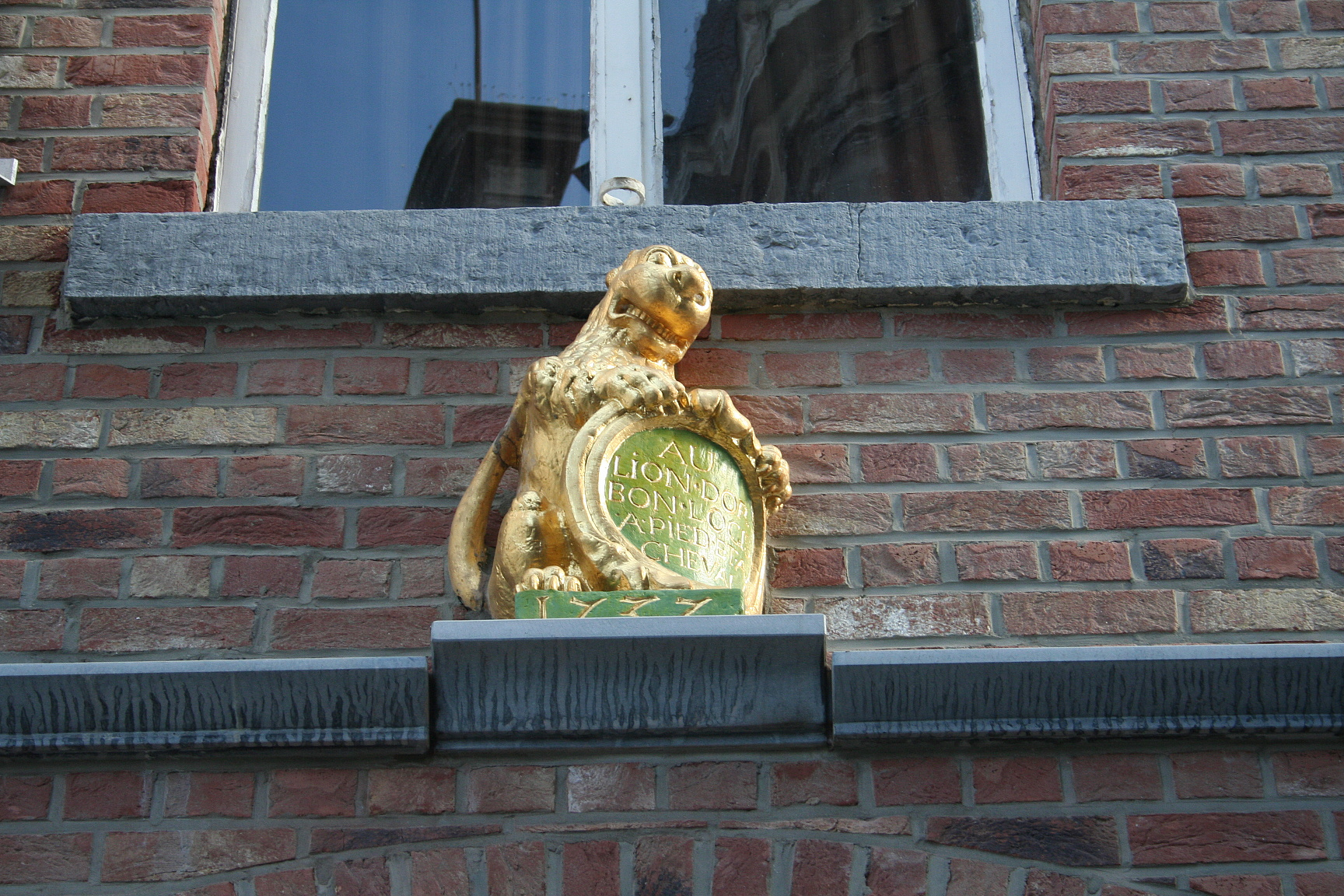
Enseigne en pierre Au Lion d'Or (1737), Fosses-la-Ville, Belgique

Si la plus grande partie de l'imagerie est imprimée par les techniques habituelles, plus ou moins artisanales ou industrielles, il existe une part non négligeable qui est réalisée par d'autres moyens. On peut citer les enseignes, fabriquées en métal, et qui adoptent un répertoire visuel à la fois très diversifié mais aussi codifié : le bouquet de saint Éloi pour signaler l'atelier du forgeron, le rameau pour l'auberge ou le cabaret, etc. Les enseignes peuvent être également peintes.
Dans le domaine religieux, la statuaire représentant saints et saintes, prophètes, apôtres, scènes bibliques. Les images servant à la vénération des saints étaient souvent, à l'origine, des tablettes d'ivoire sculptées ou peintes, ou des plaques de métal émaillées. Les offrandes sous la forme d'ex-votos. Les croix de carrefour ou de procession, les croix dites de la Passion, relèvent aussi de répertoires de formes populaires.
Les premières formes de la publicité moderne utilisent les murs peints ou les plaques émaillées, dont le répertoire graphique, anonyme ou pas, rejoint une forme d'imagerie populaire.
Dans les arts plastiques, outre les œuvres peintes sur toile ou autre support, il existe des techniques particulières, parfois très raffinées et sophistiquées, mais qui sont issues d'une tradition populaire propre à une région ou un pays : ainsi les peintures sur verre, les fixés sous verre, les églomisés. La poya, peinture ornant des chalets dans certaines régions alpines.
Parmi les réalisations graphiques uniques, figurent les souhaits : souhaits de baptême, de mariage, souvenirs de conscription, voire textes funéraires, réalisés pour ces occasions particulières et offerts.

## Sources et bibliographie
- Henri Bouchot, Un ancêtre de la gravure sur bois, Librairie Centrale des Beaux-Arts, Paris, 1902
- Nicole Garnier-Pelle, Imagerie populaire française, Musées nationaux, Paris, 2006,  (ISBN 2711830942)
- Christophe Beauducel, L'imagerie populaire en Bretagne aux XVIIIe et XIXe siècles, Presses universitaires de Rennes, Coll. Art et société, 2009
- Jacques Marie Garnier, Histoire de l'imagerie et des cartes à jouer à Chartres, Paris, 1869
- Gianluca Lo Cicero, I santini merlettati, Ed. Teomedia, 2016
- Pierre Louis Duchartre et René Saulnier, L'Imagerie populaire, Paris, 1925
- Pierre Louis Duchartre et René Saulnier, L’imagerie parisienne, préface de G. H. Rivière, Paris, Gründ, 1944
- Paul Martin, L'Imagerie de Wissembourg Wissembourg, 1975
- Paolo Toschi, L'imagerie populaire italienne du XVe au XXe siècle, éditions des Deux Mondes, Paris, 1964
- Marlène Albert-Ilorca et Dominique Blanc, L'imagerie catalane, lectures et rituels, catalogue de l'exposition de Carcassonne, Paris, Perpignan, Toulouse, Montpellier, Barcelone, GARAE-HESIODE, 1988  (ISBN 9782906156135)